# Verzorgingsplaats Lageveen
Verzorgingsplaats Lageveen is een Nederlandse verzorgingsplaats gelegen aan de A28 Utrecht-Groningen, tussen afritten 24 en 25 nabij Zuidwolde.
Er is een Esso benzinestation gevestigd.
Lageveen is de naam van een buurtschap in de buurt van deze verzorgingsplaats net ten noorden van Veeningen, gemeente De Wolden.
De parkeerplaats is voorzien van een spiegelafstelplaats en een Fastned oplaadpunt. In 2014 zijn middels een veiling de huurrechten van het pompstation verkocht, dat 24 uur per dag open is.
Aan de overzijde van de weg ligt verzorgingsplaats Panjerd.
Richting Groningen: Vanenburg · Dasselaar · Leuvenhorst · Willemsbos · De Kraaienberg · Bornheim · De Markte · Dekkersland · Lageveen · Smalhorst · Peelerveld · Glimmermade
Richting Utrecht: Witte Molen · Zeijerveen · De Mussels · Panjerd · Haerst ·  't Loo · Vosbergen · De Haere · Hendriksbos · Drielander · Oldenaller · Hooglanderveen